# Brand party
Brand party – technika wykorzystywana w badaniach jakościowych, polegająca na personifikacji poszczególnych marek, jako uczestników przyjęcia. Badani określają cechy marek i wzajemne relacje między nimi w sytuacji przyjęcia, co daje obraz społecznego postrzegania marek i charakterystycznych cech im przypisywanych. 